# Baltisch voetbalkampioenschap 1907/08
In 1907/08 werd het eerste voetbalkampioenschap gespeeld dat georganiseerd werd door de Baltische voetbalbond. VfB Königsberg werd kampioen en plaatste zich voor de eindronde om de Duitse landstitel. In de eindronde werd de club met 0-7 verslagen door Berliner TuFC Viktoria 89.

## Deelnemers aan de eindronde
| Club           | Gekwalificeerd als               |
| -------------- | -------------------------------- |
| VfB Königsberg | Kampioen van Oost-Pruisen        |
| Elbinger FC 05 | Kampioen van Elbing-Graudenz     |
| BuEV Danzig    | Kampioen van Danzig-West-Pruisen |

De kampioenen van Elbing-Graudenz en Danzig-West-Pruisen speelden tegen elkaar voor een plaats in de finale tegen de kampioen van Oost-Pruisen. 

## Halve Finale
|               |                |              |             |                            |
| 29 maart 1908 | Elbinger FC 05 | 3 – 5 (n.v.) | BuEV Danzig | Jugends-Spielplatz, Elbing |
| 29 maart 1908 |                |              |             | Jugends-Spielplatz, Elbing |

## Finale
|               |                |       |             |                                |
| 12 april 1908 | VfB Königsberg | 9 - 0 | BuEV Danzig | Walter-Simon-Platz, Königsberg |
| 12 april 1908 |                |       |             | Walter-Simon-Platz, Königsberg |